# (8611) Judithgoldhaber
(8611) Judithgoldhaber est un astéroïde de la ceinture principale.

## Description
(8611) Judithgoldhaber est un astéroïde de la ceinture principale. Il fut découvert le 18 octobre 1977 à l'observatoire Palomar par Schelte J. Bus. Il présente une orbite caractérisée par un demi-grand axe de 2,38 UA, une excentricité de 0,22 et une inclinaison de 2,6° par rapport à l'écliptique.

## Compléments